# 阿米拉
阿米拉（Amila），是印度北方邦Mau县的一个城镇。总人口4764（2001年）。

## 人口
该地2001年总人口4764人，其中男性2432人，女性2332人；0—6岁人口758人，其中男371人，女387人；识字率65.87%，其中男性为73.73%，女性为57.68%。